# Clichy
Clichy [kliʃi], auch Clichy-la-Garenne genannt, ist eine französische Stadt mit 65.102 Einwohnern (Stand 1. Januar 2022) im Département Hauts-de-Seine in der Region Île-de-France unmittelbar nordwestlich von Paris. Sie gehört zum Arrondissement Nanterre und zur Métropole du Grand Paris. Die Einwohner werden Clichois genannt.
Die Stadt ist nicht mit der östlichen Pariser Vorstadt Clichy-sous-Bois zu verwechseln.

## Geografie
Die Vorstadt grenzt im Südwesten an Levallois-Perret, im Südosten an Paris, im Nordosten an Saint-Ouen und im Nordwesten an die Seine. Über den Pont de Clichy ist Clichy mit Asnières-sur-Seine verbunden.

## Geschichte

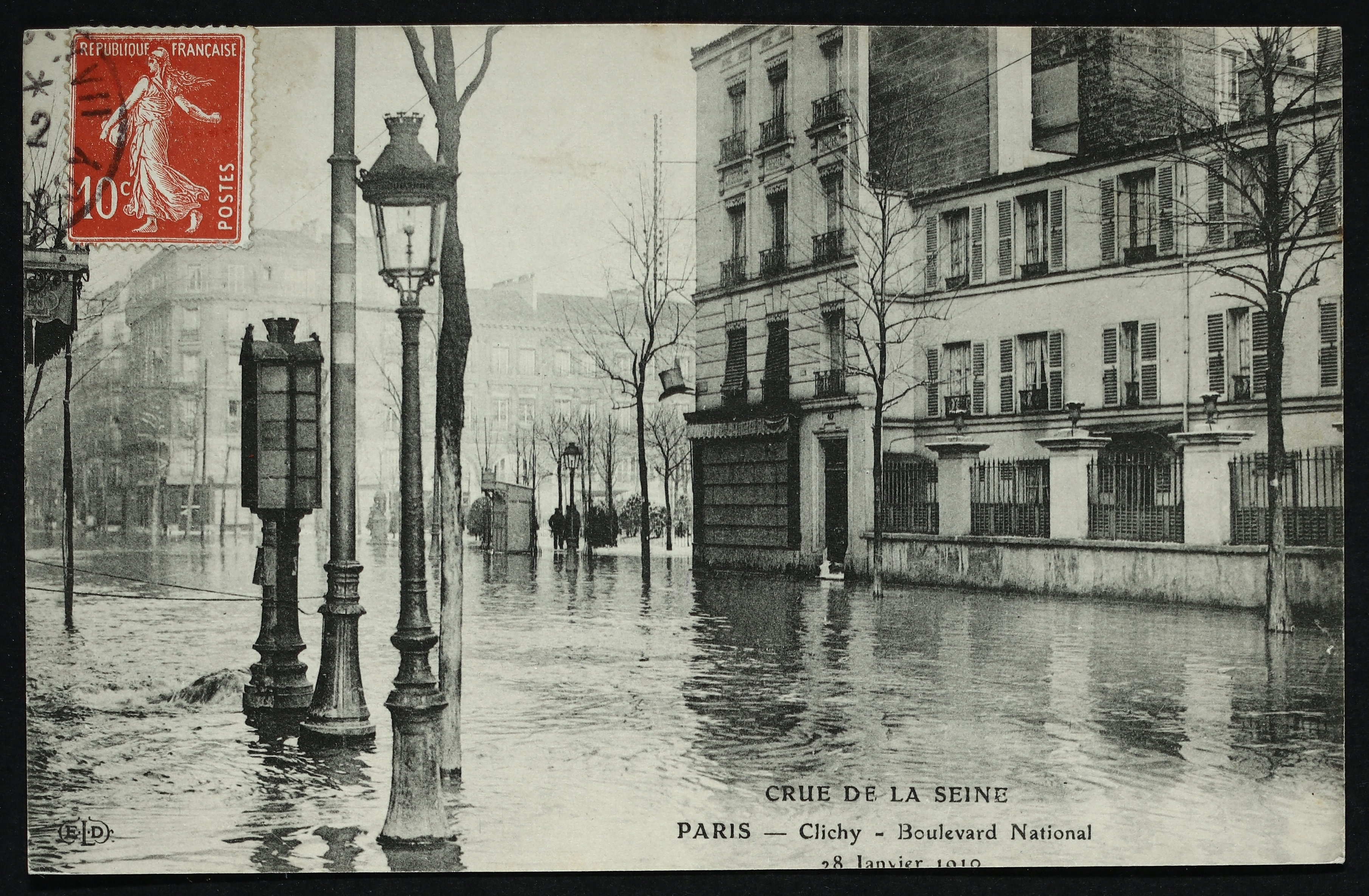
Der Boulevard National (jetzt: Boulevard Jean Jaurès) während des Seinehochwassers von 1910

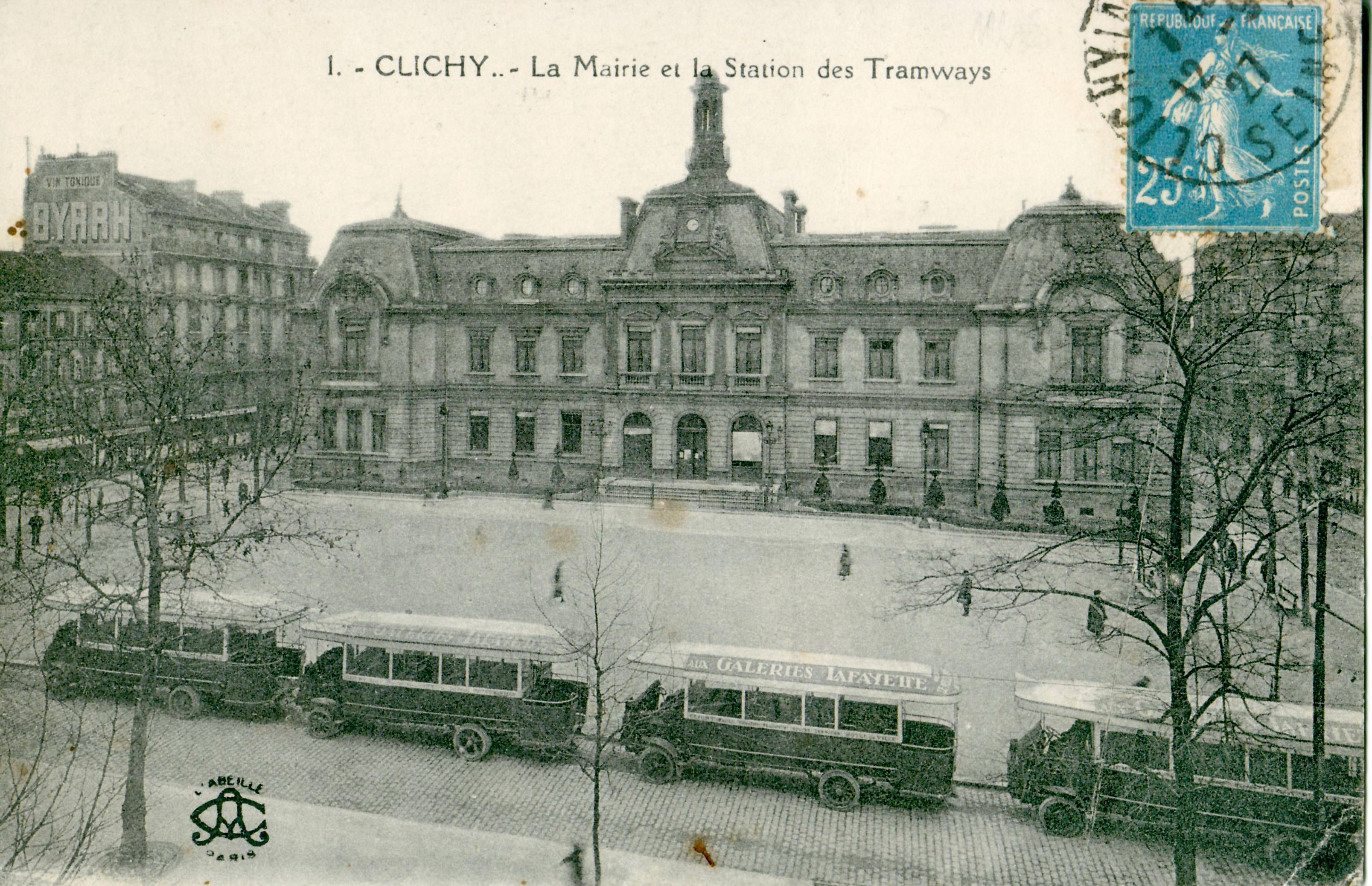
Rathaus und Omnibusse auf dem Boulevard National (um 1927)

Clichy war Residenz der Merowinger und ein Gut des Frankenkönigs Dagobert I., die lateinische Bezeichnung war Clippiacum. Die Gegend um Clichy wurde als königliches Jagdgebiet genutzt.
Im Mittelalter erstreckte sich das Gemeindegebiet von Clichy bis an die damalige Stadtmauer von Paris (an der Porte Saint-Honoré am Louvre) und umfasste Monceau, Courcelles, Les Ternes, Levallois, Le Roule und Ville L'Evêque. 1788 verlor Clichy dann auf Anordnung des Königs Ludwig XVI. ein Drittel seines Gebiets, als er für Paris einen neuen Außenring anlegen ließ. An der neuen Grenze zu Clichy entstand die heutige Place de Clichy.
Nachdem sich schon 1846 eine Kristallglasfabrik (Cristallerie de Clichy) in Clichy niedergelassen hatte, begann um 1910 die Industrialisierung und Urbanisierung des Gemeindegebiets. In der Zwischenkriegszeit entstand dort ein großes Automobilwerk der Firma Citroën, das inzwischen geschlossen ist.
Bis zur Gebietsreform des Großraums Paris im Jahr 1968 gehörte die Stadt zum Département Seine.
Politisch wurde Clichy seit 1945 vorwiegend von Bürgermeistern der politischen Linken regiert, bis 1947 von Jean Mercier von der Parti communiste français, danach bis 2015 von Vertretern der Parti socialiste. Seit Juni 2015 ist Rémi Muzeau von Les Républicains (vormals UMP) amtierender Bürgermeister.

## Baudenkmäler
Siehe: Liste der Monuments historiques in Clichy

## Wirtschaft
In Clichy befinden sich die Hauptsitze des Kosmetikkonzerns L’Oréal sowie der BIC Group.

## Verkehr
Am 5. Juli 1838 erhielt Clichy einen Bahnhof an der ersten von Paris abgehenden Bahnstrecke nach Le Pecq (heutige Bahnstrecke Paris-Saint-Lazare–Saint-Germain-en-Laye), der am 13. August jenes Jahres mangels Fahrgästen bereits wieder geschlossen wurde. Ein zweiter Anlauf scheiterte in den Jahren 1842 bis 1844, ehe am 4. Oktober 1869 eine Bahnstation dauerhaft eröffnet wurde. 1902 wurde diese durch den um 300 m in Richtung Paris versetzten heutigen Bahnhof Clichy-Levallois ersetzt. Dieser liegt längs auf der Grenzlinie zur Nachbargemeinde Levallois-Perret; seine zahlreichen Gleise umfassen auch die der Hauptbahn Paris–Le Havre sowie jene mehrerer Vorortstrecken.
1988 erhielt unmittelbar an der Gemeindegrenze zu Clichy Saint-Ouen einen Bahnhof an der Linie C des S-Bahn-Netzes Réseau express régional d’Île-de-France (RER). Seit Dezember 2020 hat dort auch die Linie 14 der Pariser Métro eine gleichnamige Station. Aufgrund des Umstands, dass sich diese zum Teil auf dem Stadtgebiet von Clichy befindet, war ursprünglich Clichy – Saint-Ouen als Stationsname vorgesehen.
Bereits seit 1980 wird Clichy von der Métrolinie 13 erschlossen; deren Station Mairie de Clichy befindet sich im Zentrum der Stadt.

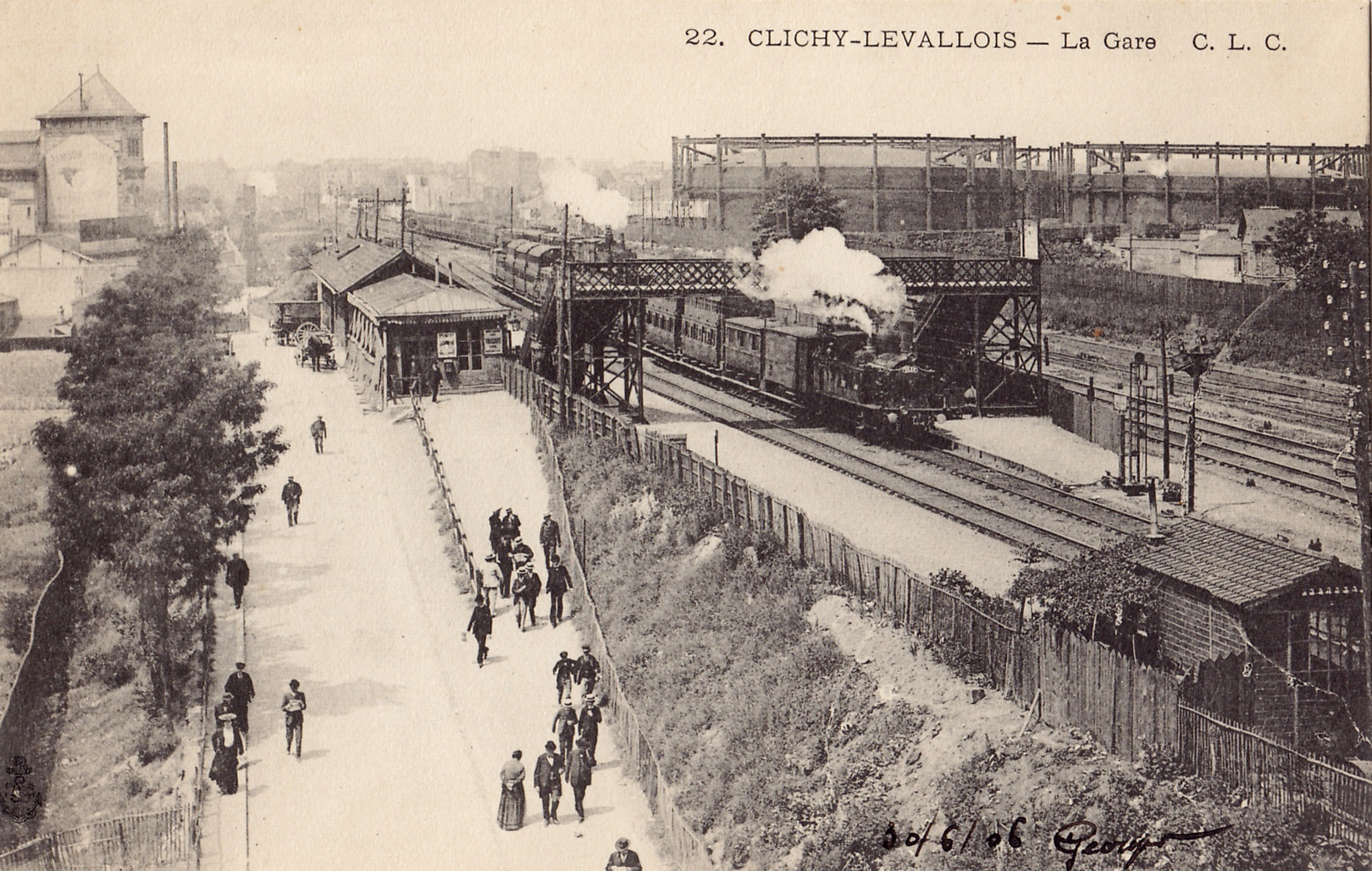
Alter Bahnhof Clichy-Levallois (um 1900)
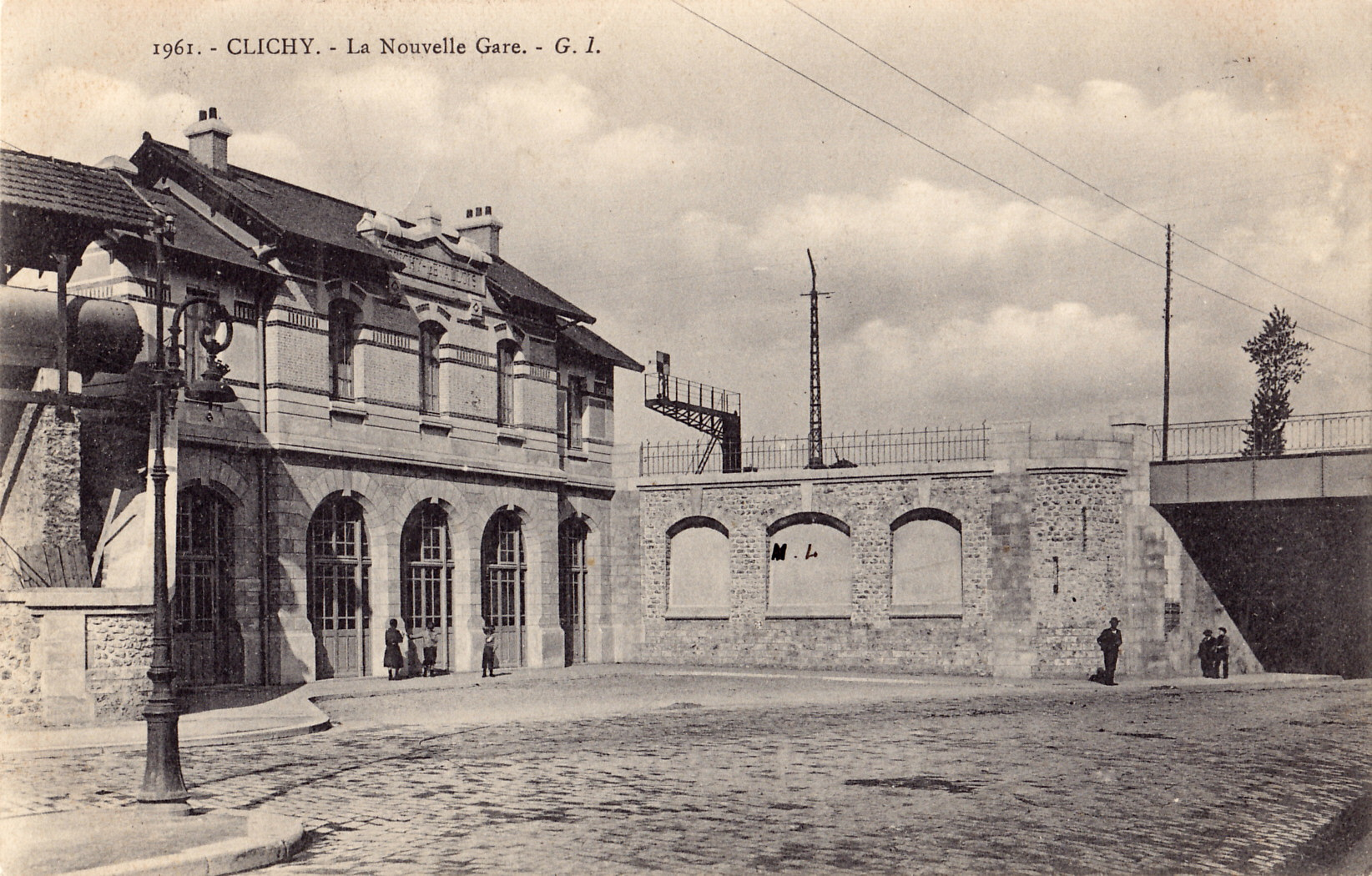
Empfangsgebäude des neuen Bahnhofs kurz nach dessen Eröffnung
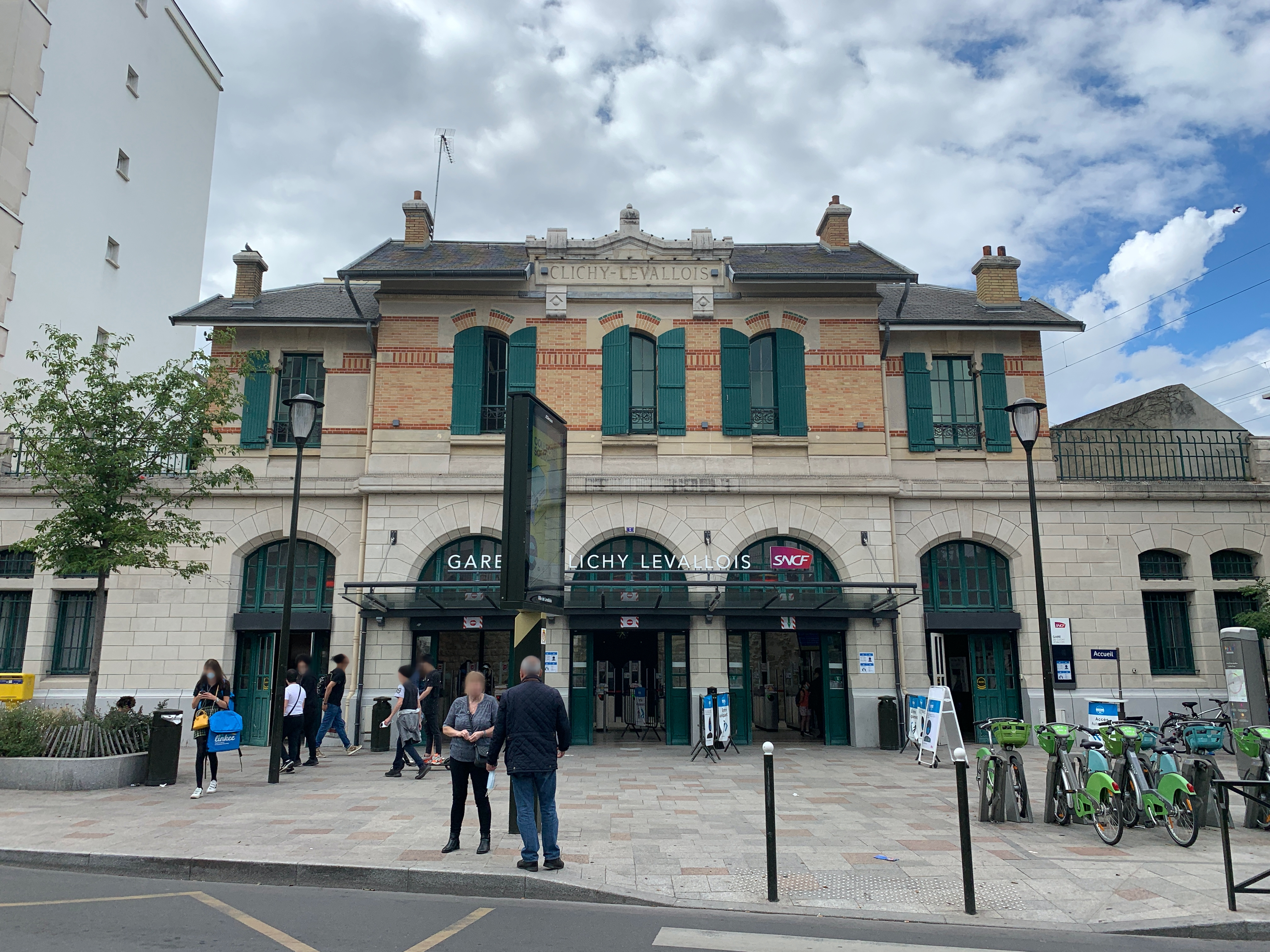
Empfangsgebäude
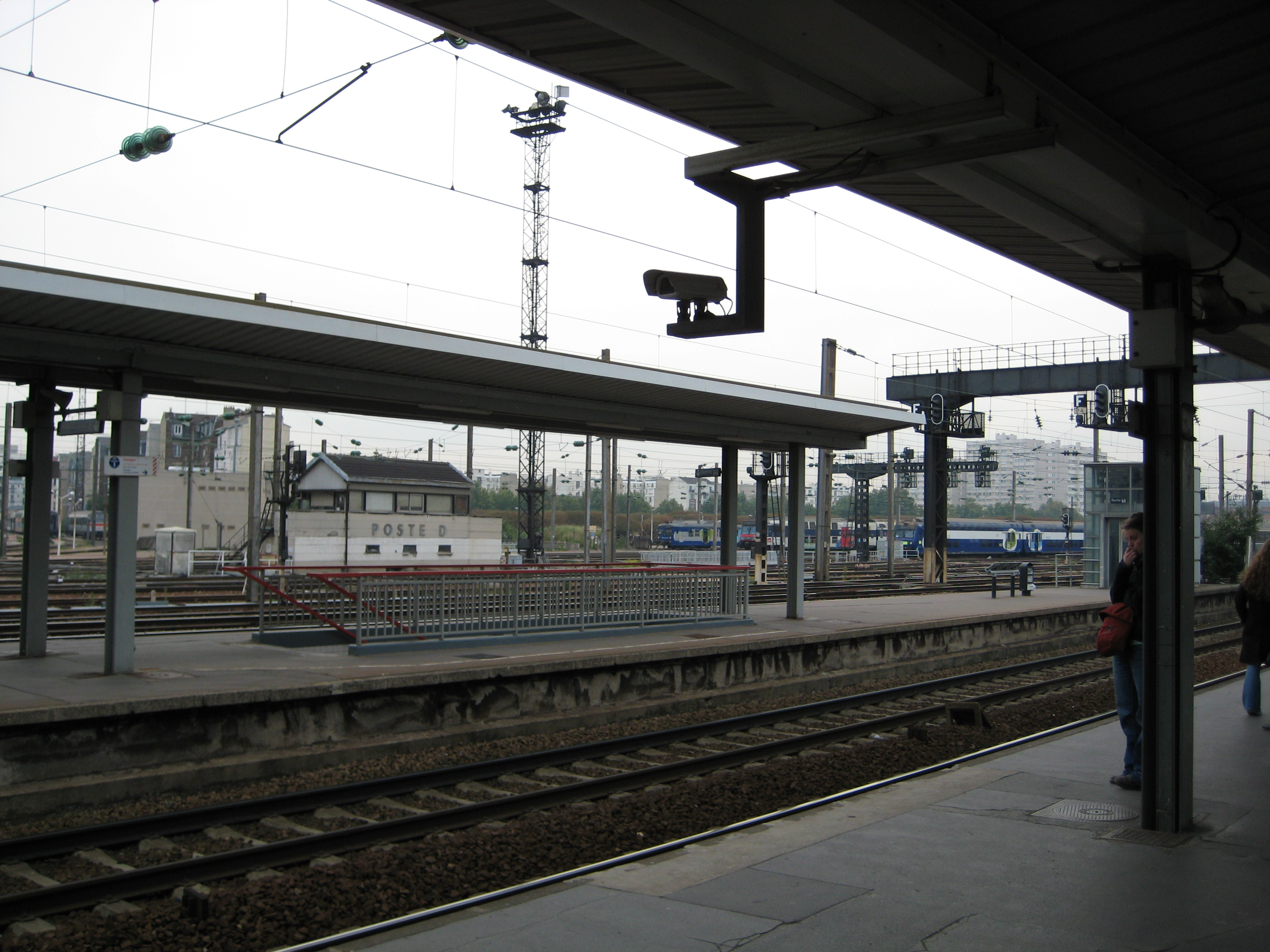
Vorortbahnsteige des Bahnhofs Clichy-Levallois

## Parkanlagen
Die Stadt verfügt über vier große Parkanlagen: der Parc Roger Salengro, der Parc des impressionnistes, der Parc Marcel Bich und der Parc Mozart.

## Sonstiges
Die Schriftsteller Henry Miller und Alfred Perlès teilten von 1932 bis 1934 eine Wohnung in Clichy. Diese Zeit beschrieb Miller in seinem 1940 erschienenen, teilweise autobiographischen Roman Stille Tage in Clichy.

## Städtepartnerschaften
- Heidenheim an der Brenz in Baden-Württemberg, seit 1959
- Sankt Pölten in Niederösterreich, seit 1968
- Santo Tirso in Nordportugal, seit 1991
- Rubí in Katalonien, seit 2005
- Southwark in Greater London, seit 2005

## Persönlichkeiten

### Söhne und Töchter
- Eugène Godard (1827–1890), Aeronautiker
- Louise Joséphine Wéber (1866–1929), „La Goulue“, Tänzerin im Moulin Rouge
- Lucien Louvet (1876–1943), Radrennfahrer
- René Arcos (1881–1959), Schriftsteller
- Maurice Rost (1886–1958), Autorennfahrer und Flieger
- Charles Flohot (1888–1927), Autorennfahrer
- Émile Chenard (1891–1982), Autorennfahrer
- Louis Chenard (1887–1949), Unternehmer und Autorennfahrer
- Robert Battagliola (1896–1935), Autorennfahrer
- Maurice Dejean (1899–1982), Diplomat und Kommissar für Auswärtige Angelegenheiten der Exilregierung des Freien Frankreichs
- Julien Moineau (1903–1980), Radrennfahrer
- Adolphe Prat (1919–2002), Radrennfahrer
- Gaston Dron (1924–2008), Radrennfahrer
- Alain Moineau (1928–1985), Radrennfahrer
- Jacques Mesrine (1936–1979), Verbrecher
- Luigi Trussardi (1938–2010), Jazzmusiker
- Marina Vlady (* 1938), Schauspielerin
- Jean-Luc Rougé (* 1949), Judoka
- Frédéric Chichin (1954–2007), Rockmusiker und Singer-Songwriter
- Olivier Mauffroy (1957–2013), Filmeditor
- Brigitte Kieffer (* 1958), Neurobiologin und Hochschullehrerin
- Jean-Laurent Bonnafé (* 1961), Bankmanager und Generaldirektor der BNP Paribas
- Matthieu Pigasse (* 1968), Bankier und Geschäftsmann
- Thomas Piketty (* 1971), Ökonom
- Souleymane M’baye (* 1975), Boxer im Halbweltergewicht
- Féfé (* 1976 als Samuël Adebiyi), Rapper und Sänger
- Éric Boisse (* 1980), Degenfechter
- Gwladys Épangue (* 1983), Taekwondoin
- Feta Ahamada (* 1987), komorische Leichtathletin
- Julian Jeanvier (* 1992), guineisch-französischer Fußballspieler
- Daudet N’Dongala (* 1994), Fußballspieler
- Aïssatou Kouyaté (* 1995), Handballspielerin
- Cécé Pepe (* 1996), Fußballspieler
- Karichma Ekoh (* 1998), französisch-kamerunische Handballspielerin
- Moussa Sissako (* 2000), malisch-französischer Fußballspieler
- Maxime-Gaël Ngayap Hambou (* 2001), Judoka
- Darryl Bakola (* 2007), französisch-kongolesischer Fußballspieler

### Mit Clichy verbunden
- Rutebeuf (ca. 1250–1285), Dichter des 12. Jahrhunderts
- Vinzenz von Paul (1581–1660), war Geistlicher in Clichy von 1612 bis 1625.
- Theophil von Hompesch (1800–1853), deutsch-belgischer Unternehmer, starb 1853 im Schuldgefängnis von Clichy
- Gustave Eiffel (1832–1923), Ingenieur, lebte ab 1863 in Clichy.
- Léo Delibes (1836–1891), Komponist
- Georges Bizet (1838–1875), Komponist
- Claude Debussy (1862–1918), Komponist
- Henri de Toulouse-Lautrec (1864–1901), Maler
- Henri Désiré Landru (1869–1922), Verbrecher
- Henry Miller (1891–1980), Schriftsteller, verewigte den Ort in seinem Text Stille Tage in Clichy.
- Louis-Ferdinand Céline (1894–1961), Schriftsteller, lebte von 1927 bis 1929 in Clichy.
- Olivier Messiaen (1908–1992), Komponist, Kompositionslehrer und Organist, starb in Clichy
- Liliane Bettencourt (1922–2017), Haupt-Anteilseignerin am Kosmetikunternehmen L’Oréal mit Hauptsitz in Clichy, ihrer Zeit reichste Frau der Welt
- Pierre Bérégovoy (1925–1993), französischer Premierminister und Finanzminister
- Jacques Delors (1925–2023), französischer Finanzminister 1983–1984, EU-Kommissionspräsident 1985–1995

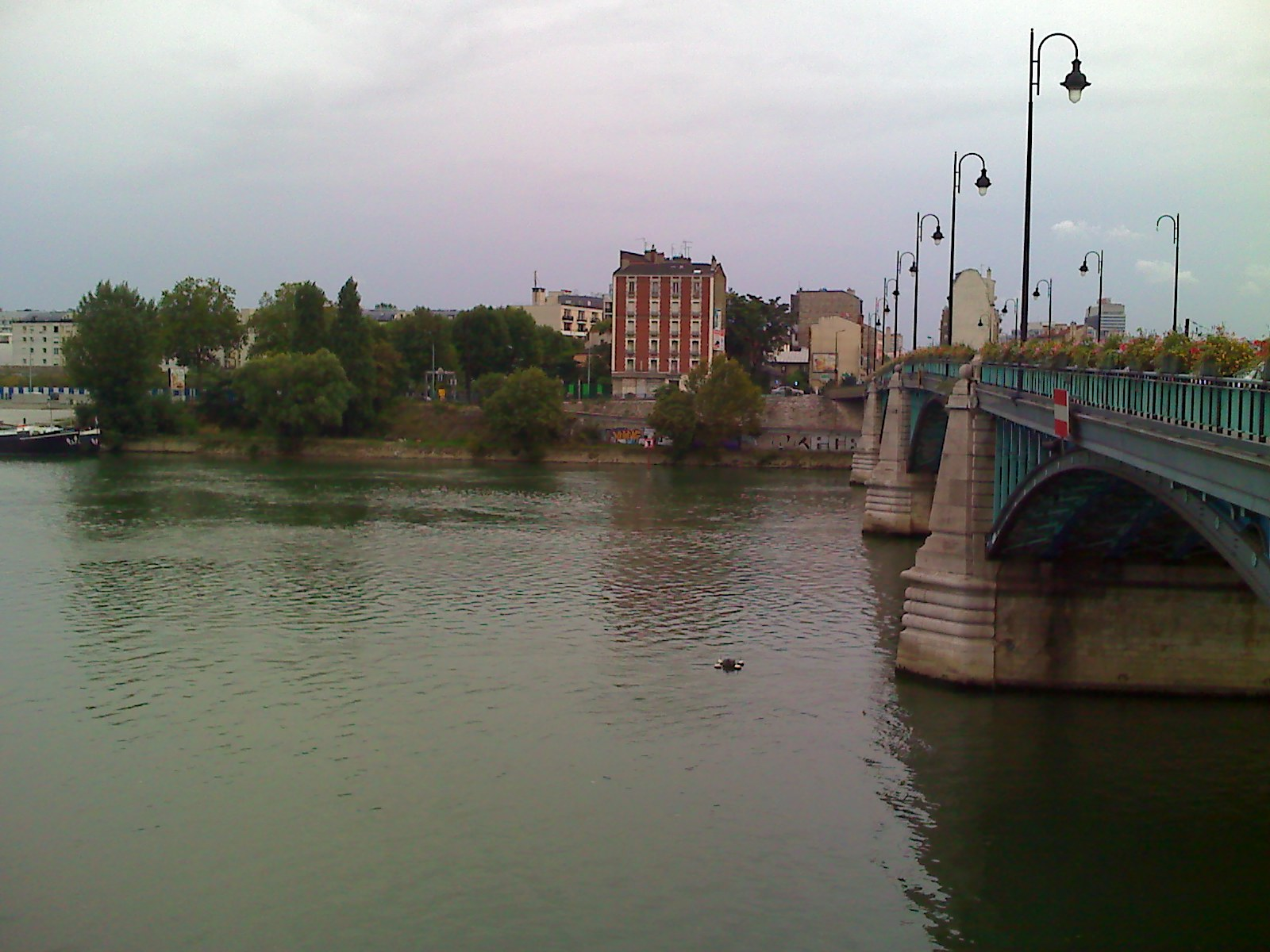
Blick über die Seine auf Clichy, rechts die Brücke Pont d'Asnières
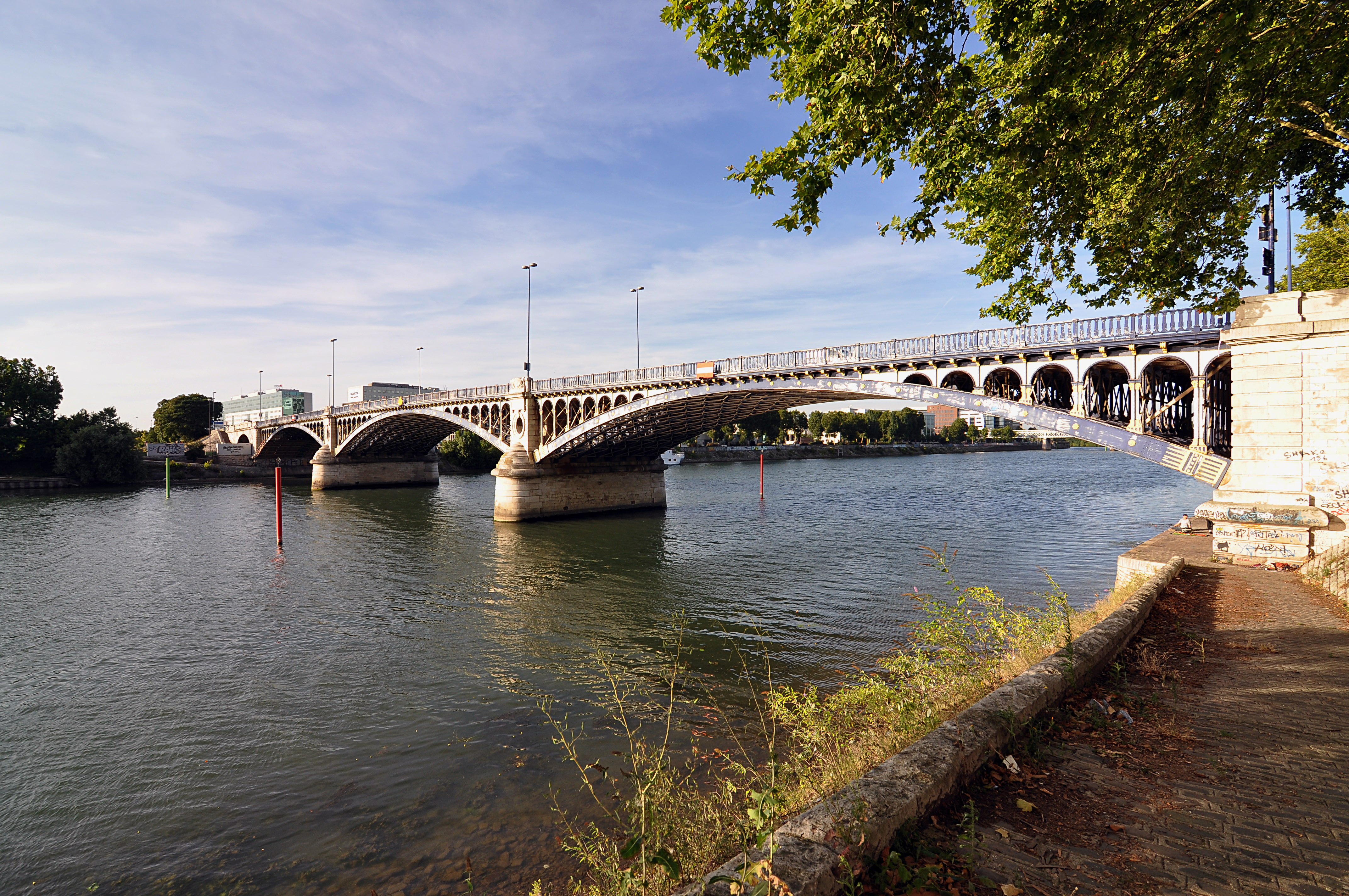
Die Brücke Pont de Gennevilliers über die Seine
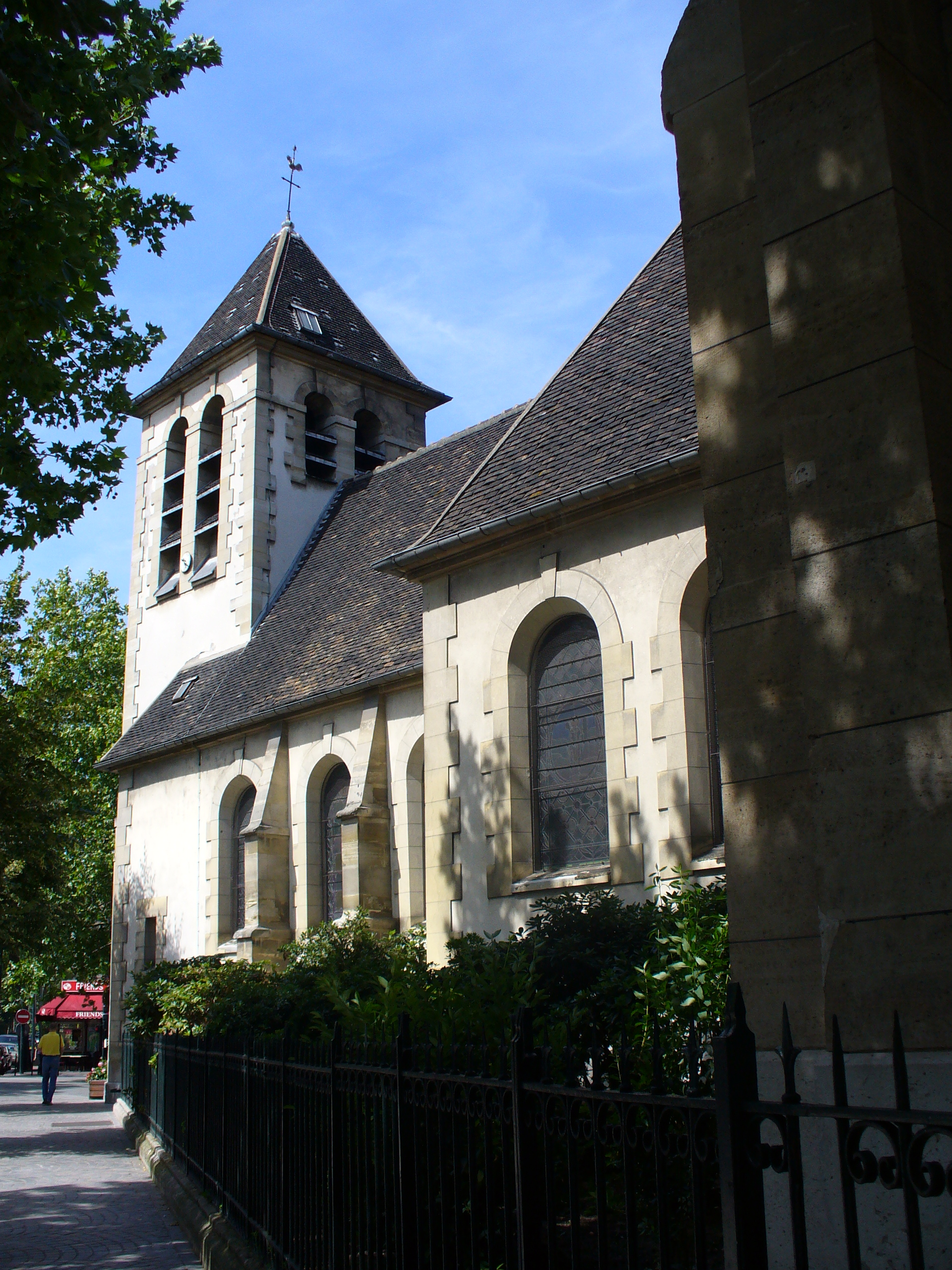
Die Kirche Saint-Médard
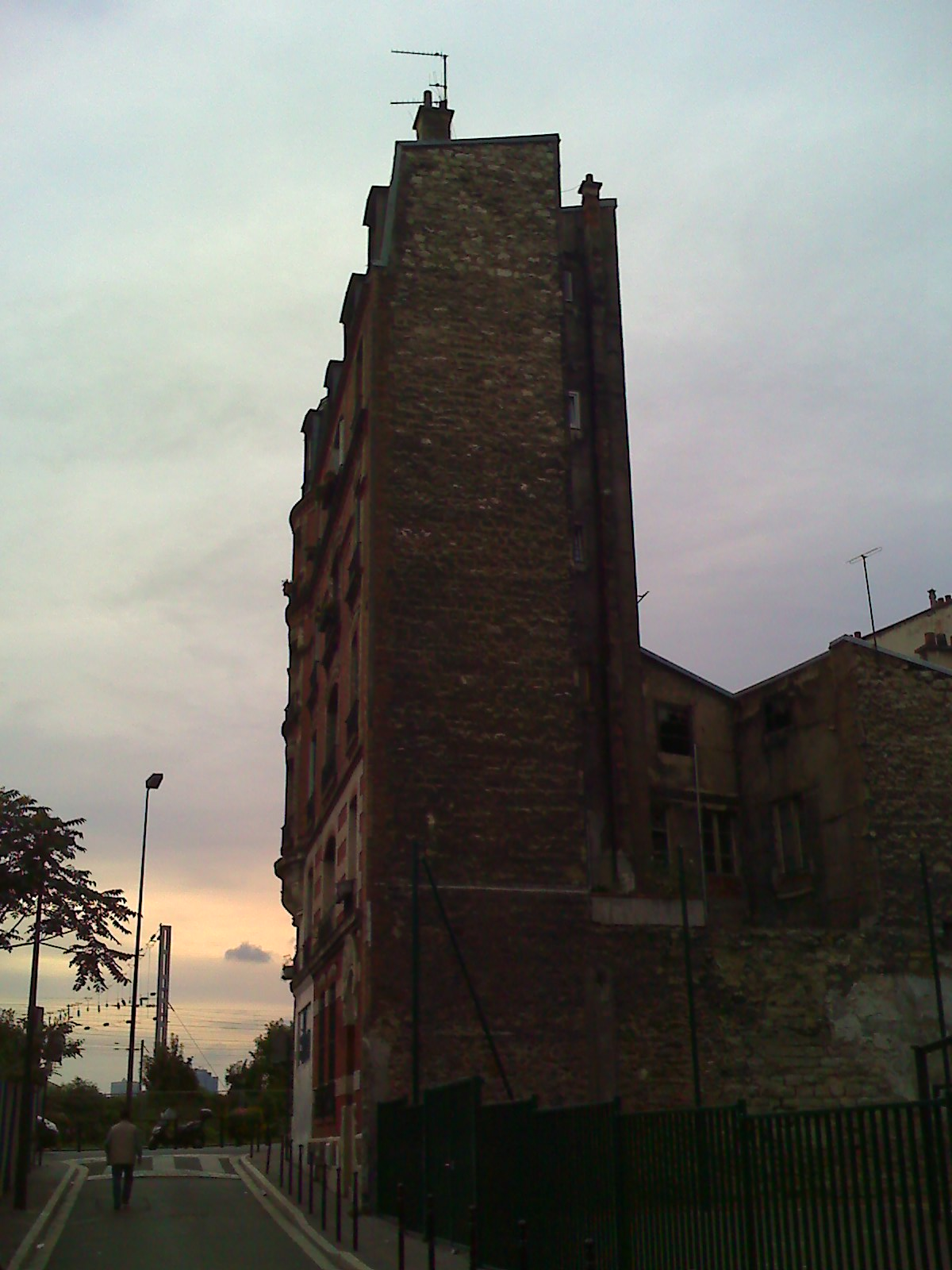
Passage Berthier